# Gary Bettenhausen
Gary Bettenhausen, född 18 november 1941 i Blue Island, Illinois, död 16 mars 2014 i Monrovia, Indiana, var en amerikansk racerförare. Han var son till Tony Bettenhausen och bror till Merle Bettenhausen och Tony Bettenhausen Jr. Gary Bettenhausens aktiva tävlingsperiod överlappade den yngste brodern Tonys karriär, och de tävlade ofta mot varandra.

## Racingkarriär
Bettenhausen började sin karriär inom midget cars, där han vann flera prestigefyllda race, även efter att han börjat fokusera på sprint cars. Han blev mästare i USAC:s mästerskap 1969 och 1971. Han skadade sig illa i en sprint car-krasch 1974 och förlamade armen, och även om rörligheten kom tillbaka blev hans aldrig helt återställd. Bettenhausen vann även sex tävlingar i USAC National Championship i IndyCar-bilar. Hans bästa mästerskapsplacering var en femteplats 1978. Bettenhausen tävlade även i Nascar Winston Cup vid några få tillfällen, med en fjärdeplats som bäst. Den största meriten i hans karriär var annars tredjeplatsen i Indianapolis 500 1980.

## USAC National Championship

### Segrar
| Nr | Bana     | År   |
| -- | -------- | ---- |
| 1  | Phoenix  | 1968 |
| 2  | Michigan | 1970 |
| 3  | Trenton  | 1972 |
| 4  | Texas    | 1973 |
| 5  | DuQuoin  | 1982 |
| 6  | DuQuoin  | 1983 |